# Bogorovo, Iambol
Bogorovo (în bulgară Богорово) este un sat în comuna Straldja, regiunea Iambol,  Bulgaria. 

## Demografie
Componența etnică a satului Bogorovo
     Bulgari (98,82%)
     Nicio identificare (1,17%)
     Altele (0%)
La recensământul din 2011, populația satului Bogorovo era de 85 locuitori. Din punct de vedere etnic, majoritatea locuitorilor (98,82%) erau bulgari. Pentru 1,17% din locuitori nu este cunoscută apartenența etnică.